# Rohna (Schiff)
Die Rohna war ein britischer Truppentransporter, der am 26. November 1943 nördlich von Bougie (Algerien) durch einen deutschen Bomber vom Typ Heinkel He 177 mit einer Fernlenkwaffe Henschel Hs 293 versenkt wurde. 1138 Menschen, darunter 1015 amerikanische Soldaten, kamen ums Leben. Es handelt sich um den größten Menschenverlust auf US-amerikanischer Seite bei einer Einzelversenkung im Zweiten Weltkrieg. Die Einzelheiten über die Versenkung der Rohna wurden bis 1967 geheim gehalten.

## Als Passagierschiff
Das 8602 BRT große Dampfschiff Rohna wurde 1926 als Passagierschiff für die britische Reederei British India Steam Navigation Company für deren Passagier- und Postverkehr von Großbritannien nach Indien in Dienst gestellt. Ihr Schwesterschiff war die ebenfalls 1926 in Dienst gestellte Rajula (8478 BRT). Die beiden Dampfer sollten die älteren Schiffe der Reederei auf der Route Madras–Negapatam–Singapur ersetzen. Beide Schiffe waren mit einem Ventilationssystem sowie Aufzügen ausgestattet, mit denen die Maschinisten schneller ihre verschiedenen Einsatzorte erreichen konnten.
Das 140,61 Meter lange und 18,80 Meter breite Schiff hatte einen Schornstein, zwei Masten und zwei Propeller und wurde von zwei vierzylindrigen Vierfachexpansions-Dampfmaschinen angetrieben, die 5.000 PSi leisteten und das Schiff auf eine Geschwindigkeit von 14,3 Knoten beschleunigen konnten. Die Passagierunterkünfte waren für 281 Passagiere in der Ersten Klasse, 33 in der Zweiten Klasse und 100 in der Dritten Klasse ausgelegt. Hinzu kamen bis zu 5.064 sogenannte Deckpassagiere.
Die Rohna lief am 24. August 1926 bei der Werft Hawthorn, Leslie & Company in Hebburn vom Stapel und wurde am 5. November 1926 fertiggestellt. Als sie am Ende ihrer Jungfernfahrt erstmals Indien erreichte, wurde sie mit Nachschubkräften nach Shanghai weitergeschickt und konnte erst im Juni 1927 ihren regulären Fahrplan aufnehmen. Fünf Monate später riss in einem Zyklon eine der beiden Ankerketten des Schiffs, während es im Hafen von Madras (heute Chennai) lag. Kapitän Ernest G. Carré ließ Anker einholen und steuerte die Rohna mit Höchstgeschwindigkeit aus dem Hafen hinaus direkt in den Sturm.
Am 11. Juni 1931 führte die International Convention for the Safety of Life at Sea (SOLAS) die Simla Rules ein, ein Regelwerk über die Sicherheit auf Handelsschiffen, die in den Fernen Osten fuhren und eine große Anzahl von Fahrgästen beförderten, die nicht in Kabinen untergebracht waren. Diese Regeln sahen vor, dass nur für die Hälfte der Passagiere Rettungsmittel mitgeführt werden mussten. Die Anzahl der Deckpassagiere an Bord der Rohna wurde kurz darauf von 5064 auf 3851 reduziert. Dies war immer noch mehr als auf jedem anderen britisch-registrierten Schiff.

## Kriegseinsatz als Truppentransporter
Bereits im Juli 1939 wurde die Rohna erstmals zur Beförderung von Einsatzkräften verwendet, doch erst im Mai 1940 kam es zur offiziellen Requirierung als permanenter Truppentransporter. Der Dampfer wurde mit einem Zwölf-Pfünder-Mehrzweckgeschütz, drei 20-mm-Flugabwehrkanonen und vier Maschinengewehren ausgestattet. 1941 war das Schiff im Fernen Osten eingesetzt, und Anfang 1942 nahm es an der Evakuierung von Zivilisten aus Singapur teil (siehe Schlacht um Singapur). Am 27. Januar 1942 verließ sie Singapur beispielsweise hauptsächlich mit indischen Frauen und Kindern an Bord, während die Insel unter permanentem Beschuss stand.
Später wurde die Rohna ins Mittelmeer verlegt. Sie befand sich im selben aus 23 Handels- und 11 Kriegsschiffen bestehenden Geleitzug, dem auch das ehemalige British India-Passagierschiff Erinpura angehörte, als dieses am 1. Mai 1943 vor Benghasi von deutschen Jagdbombern versenkt wurde. Über 900 Menschen starben bei der Attacke. Die Rohna und die Erinpura waren zwei von insgesamt vier Schiffen der British India Steam Navigation Company, die zu diesem Konvoi gehörten. Die anderen waren die Karoa (6631 BRT) und die Egra (5108 BRT).
Im Juli 1943 war die Rohna bei der alliierten Invasion Siziliens (siehe Operation Husky) beteiligt. Später diente sie als Depotschiff in Algier. Von Algier aus fuhr sie weiter nach Casablanca und nahm dort amerikanische Pioniere auf, die sie nach Neapel brachte. Nach dem Ausschiffen der Truppen war Oran in Algerien das nächste Ziel.

## Versenkung
Am 25. November 1943 verließ die Rohna Oran unter dem Kommando von Kapitän Murphy als Teil des Konvois KMF 26. Ziel war Bombay, wobei der Sueskanal durchfahren werden musste. Es war der Thanksgiving-Donnerstag. Am Tag nach der Abfahrt, dem 26. November, wurde der Konvoi, vor der algerischen Küste, von mehreren Heinkel He 177 der  II. Gruppe des Kampfgeschwaders 40 angegriffen. Dabei traf eine 975 kg schwere Gleitbombe vom Typ Henschel Hs 293 die Rohna an der Steuerbordseite im hinteren Bereich des Maschinenraums.
Nach der gewaltigen Explosion der 260 kg schweren Sprengladung, die den Maschinenraum gänzlich zerstörte, wurde die Rohna vom Bug bis zum Heck in Flammen und Rauch gehüllt. Kapitän Murphy erkannte, dass das Schiff schnell sank, und ordnete umgehend das Verlassen des Schiffs an. Keines der Backbord-Rettungsboote konnte zu Wasser gelassen werden, da die Wucht der Explosion die Planken der Backbordseite nach außen gedrückt hatte. Auf der Steuerbordseite konnten dagegen einige Boote ausgesetzt werden. Die wurden jedoch von hunderten Männern gestürmt, die versuchten, ihr Leben zu retten. Mehrere Boote wurden überschwemmt und kenterten. Während der folgenden Dreiviertelstunde wurde alles, was schwimmfähig war, über Bord geworfen.
Kapitän Murphy befand sich mit mehreren Offizieren und drei amerikanischen Soldaten auf der Kommandobrücke, als das Schiff etwa eine Stunde nach dem Bombentreffer auf Position 36° 57′ 12,8″ N, 5° 16′ 48,9″ O mit dem Heck voran sank. Von den insgesamt 2195 Menschen an Bord kamen 1138 (nach anderen Quellen 1170) ums Leben, darunter 1015 US-amerikanische Soldaten. Dies war der größte Verlust US-amerikanischer Truppen durch einen Einzelvorfall auf See während des Zweiten Weltkriegs. Unter den Toten waren auch fünf Schiffsoffiziere, 117 untere Besatzungsränge, elf von zwölf Kanonieren und ein Krankenpfleger. Mehr als 1000 Männer überlebten, davon wurden allein 606 von dem Minenräumer Pioneer der US Navy gerettet. Der hohe Verlust von Menschenleben wurde auch einer Flottille von sieben leeren Infanterie-Landungsfahrzeugen angelastet, die die Untergangsstelle ohne anzuhalten passierte. Der kommandierende Offizier wurde dafür von seinem Kommando entbunden.
Die Versenkung wurde damals kaum publik gemacht. Im Februar 1944 teilte die US-Regierung mit, dass über 1000 Soldaten auf einem Truppenschiff unbekannten Namens in europäischen Gewässern ums Leben gekommen waren. Es wurde angedeutet, dass ein U-Boot schuld war. Nähere Informationen wurden nicht genannt. Bis Juni 1945 hatte man den Namen des Schiffs, die ungefähre Zahl der Todesopfer und auch den Luftangriff als Ursache der Versenkung festgestellt. Der Bericht enthielt jedoch nicht die Tatsache, dass es sich um einen ferngelenkten Flugkörper gehandelt hatte. Erst nach der Einführung des Freedom of Information Act 1967 wurden die genauen Umstände der Versenkung veröffentlicht.
Die von den Henschel-Werken in Berlin produzierten Henschel-Hs-293-Gleitbomben versenkten oder beschädigten noch zahlreiche andere Schiffe im Zweiten Weltkrieg. Am 27. August 1943 wurde beispielsweise in der Biskaya die Sloop Egret (198 Tote) und am 14. September 1943 bei Salerno das Hospitalschiff Newfoundland (21 Tote) von Bomben dieser Bauart versenkt. Am Memorial Day 1996 wurde auf dem Ford Mitchell National Cemetery in Seale (Alabama) ein Denkmal eingeweiht, das an die Versenkung erinnern soll.